# Wout van Aert
Wout van Aert (* 15. září 1994) je belgický profesionální silniční cyklista a cyklokrosař jezdící za UCI WorldTeam Visma–Lease a Bike. Je elitním mistrem světa v cyklokrosu z let 2016, 2017 a 2018. V březnu 2019 se připojil k Teamu Jumbo–Visma poté, co předčasně ukončil svůj kontrakt s týmem Vérandas Willems–Crelan v říjnu 2018. Je považován za jednoho z nejvíce všestranných závodníků své generace.

## Kariéra

### Začátky
Van Aert se narodil ve vlámském městě Herentals do rodiny bez zapojení do světa profesionální silniční cyklistiky. Svou závodní kariéru začal v cyklokrosu, v tomto cyklistickém odvětví se stal opakovaně mistrem světa (2016, 2017, 2018) a mistrem Belgie (2016, 2017, 2018, 2021 a 2022).
V roce 2018 se zúčastnil klasiky Strade Bianche, která se zčásti jela na štěrkových cestách v prudkém dešti. V průběhu závodu zaútočil spolu s Romainem Bardetem a jel s ním na čele po většinu ze závěrečných 40 km závodu. Ze stíhací skupiny však zaútočil Tiesj Benoot a na posledním štěrkovém sektoru je dojel a následně i předjel. Benoot si sólo dojel pro vítězství, pro druhé místo si se ztrátou 39 sekund dojel Bardet, jenž van Aerta odpáral v posledním kilometru. Van Aert ve výsledku dojel třetí se ztrátou dalších 19 sekund i přesto, že na závěrečném stoupání v Sieně spadl.

### Kontroverze kolem přestupu
V roce 2018 závodil van Aert na silnici za tým Vérandas Willems–Crelan. V průběhu sezóny vyjádřil svou nespokojenost s tím, že se měl tým spojit s týmem Roompot–Nederlandse Loterij před sezónou 2019. Vzhledem k tomu, že již podepsal kontrakt s UCI WorldTeamem Team Jumbo–Visma od sezóny 2020, se rozhodl v září 2018 rozvázat svou smlouvu s týmem Vérandas Willems–Crelan. Sniper Cycling, vlastníci týmu Vérandas Willems–Crelan, požadovali v případě toho, že by van Aert podepsal kontrakt s jiným týmem pro sezónu 2019, kompenzační částku v hodnotě 500 000 €. Tým LottoNL–Jumbo měl zájem o to podepsat van Aerta o rok dříve, než bylo původně plánováno a v prosinci 2018 bylo oznámeno, že se van Aert k týmu připojí již 1. března 2019.

### Team Jumbo–Visma (od roku 2019)

#### Sezóna 2019

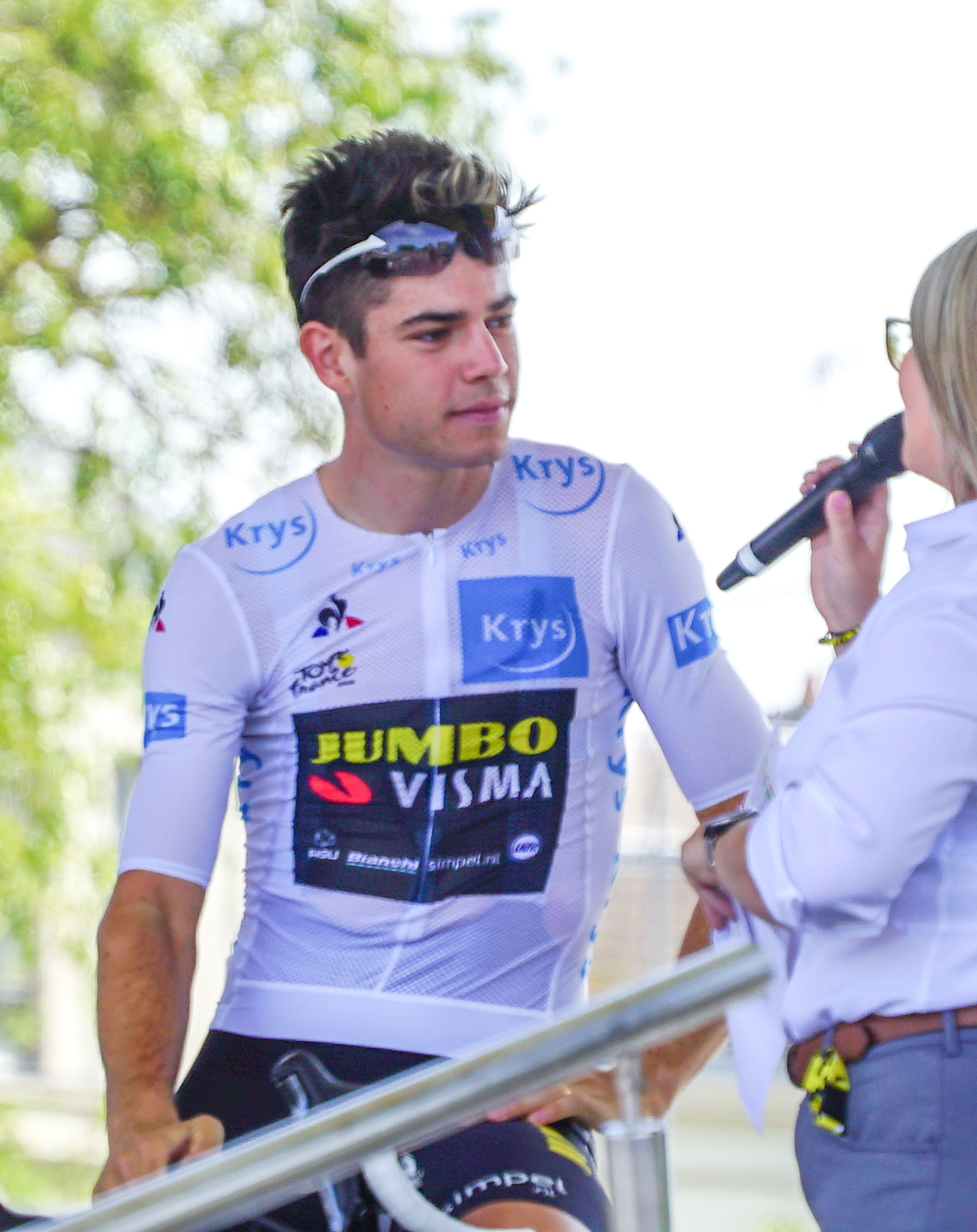
Van Aert na Tour de France 2019

V červnu vyhrál van Aert 2 etapy a bodovací soutěž na Critériu du Dauphiné, stal se národním šampionem v časovce a získal třetí místo v silničním závodu. V červenci byl van Aert jmenován na startovní listině Tour de France 2019. V průběhu závodu vyhrál desátou etapu v hromadném sprintu před Eliou Vivianim a Calebem Ewanem. 19. července měl van Aert těžkou nehodu na trati třinácté etapy, individuální časovky, v Pau, kvůli níž musel z Tour odstoupit. Zpočátku nebylo jasné, zdali se stihne vyléčit do cyklokrosové sezóny, nebo jestli nebude muset vynechat klasiky na začátku sezóny 2020.
Van Aert později řekl v novinách Het Laatste Nieuws, že jeho nehoda byla tak vážná, že mohla potenciálně ukončit jeho kariéru, i proto, že lékaři při operaci udělali chybu, když pořádně neodoperovali jednu jeho šlachu. V prosinci získal van Aert ocenění Vlám roku.

#### Sezóna 2020
1. srpna van Aert vyhrál klasiku Strade Bianche, první závod série UCI World Tour po nucené pauze způsobené pandemií covidu-19, díky sólo nástupu zhruba 13 km před cílem. Následující týden vyhrál monument Milán – San Remo ve sprintu proti obhájci vítězství Julianu Alaphilippovi po úspěšnému útoku při sjezdu z vrcholu Poggio. 2. září van Aert vyhrál pátou etapu Tour de France z Gapu do Privasu v redukovaném hromadném sprintu. O 2 dny později pak vyhrál sedmou etapu z Millau do Lavauru, znovu ve sprintu. Na mistrovství světa v silniční cyklistice získal van Aert stříbro v časovce i v silničním závodu.

#### Sezóna 2021

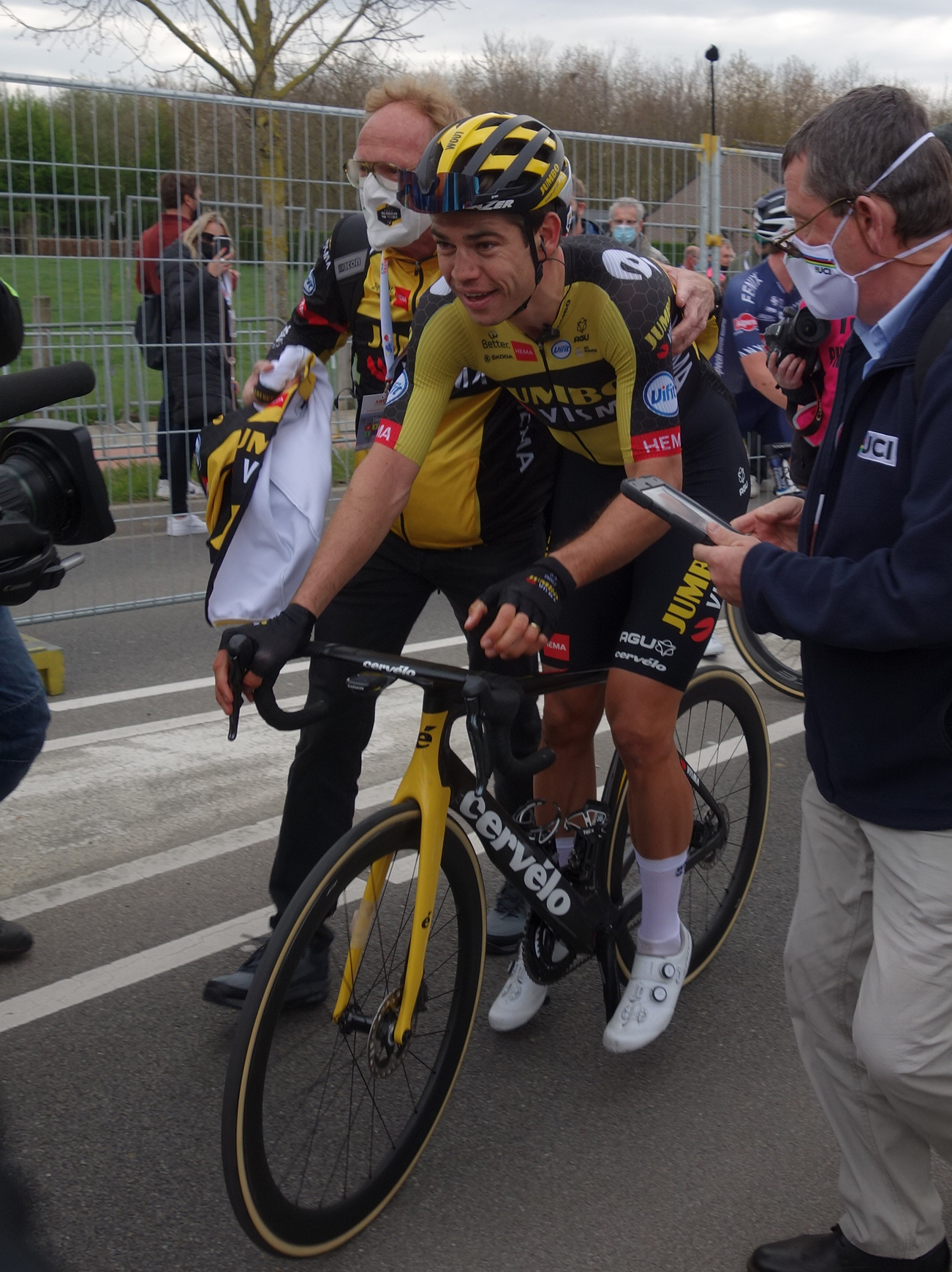
Van Aert v cíli klasiky Amstel Gold Race 2021

Van Aert zahájil svou silniční sezónu 2021 6. března na klasice Strade Bianche, kde se z pozice obhájce vítězství umístil na čtvrtém místě. Následně se zúčastnil Tirrena–Adriatica, kde se mu povedlo vyhrát úvodní etapu proti sprinterům jako Caleb Ewan nebo Elia Viviani. Na závěr závodu vyhrál poslední, sedmou etapu, individuální časovku na 10,1 km, díky čemuž si zajistil druhé místo v celkovém pořadí za vítězem Tour 2020 Tadejem Pogačarem. K tomu také vyhrál v bodovací soutěži. Van Aert dojel třetí na monumentu Milán – San Remo za Jasperem Stuyvenem a Ewanem. 28. března si van Aert dosprintoval pro vítězství na klasice Gent–Wevelgem poté, co se dostal do čelní skupiny v úvodu závodu. 18. dubna van Aert vyhrál klasiku Amstel Gold Race v těsném sprintu, který byl rozhodnut až za pomocí cílové fotografie, proti Tomu Pidcockovi.
7. července vyhrál van Aert jedenáctou etapu Tour de France, klasifikovanou jako horskou, po sólo nástupu při posledním výjezdu na Mont Ventoux 32 km před cílem. Po dojezdu van Aert řekl, že toto vítězství považuje za největší ve své kariéře. O 10 dní později vyhrál van Aert dvacátou etapu, individuální časovku. Trasu dlouhou 30,8 km zajel v čase 35 minut a 53 sekund. Na závěr závodu vyhrál i dvacátou první etapu s cílem na pařížském bulváru Champs-Élysées v hromadném sprintu, v němž porazil Jaspera Philipsena a Marka Cavendishe. Stal se tak prvním závodníkem, jemuž se povedlo vyhrát sprinterskou etapu, časovku a horskou etapu v jednou ročníku Tour od roku 1979, kdy se tento úspěch podařil Bernardu Hinaultovi. Na letních olympijských hrách v japonském Tokiu získal van Aert stříbrnou medaili poté, co vyhrál sprint stíhací skupiny o druhé místo se ztrátou minuty a 7 sekund na vítězného Richarda Carapaze. V září van Aert vyhrál celkové pořadí a 4 etapy na závodu Tour of Britain. Na mistrovství světa v silniční cyklistice získal van Aert stříbro v časovce poté, co ho o 6 sekund porazil Filippo Ganna.

#### Sezóna 2022

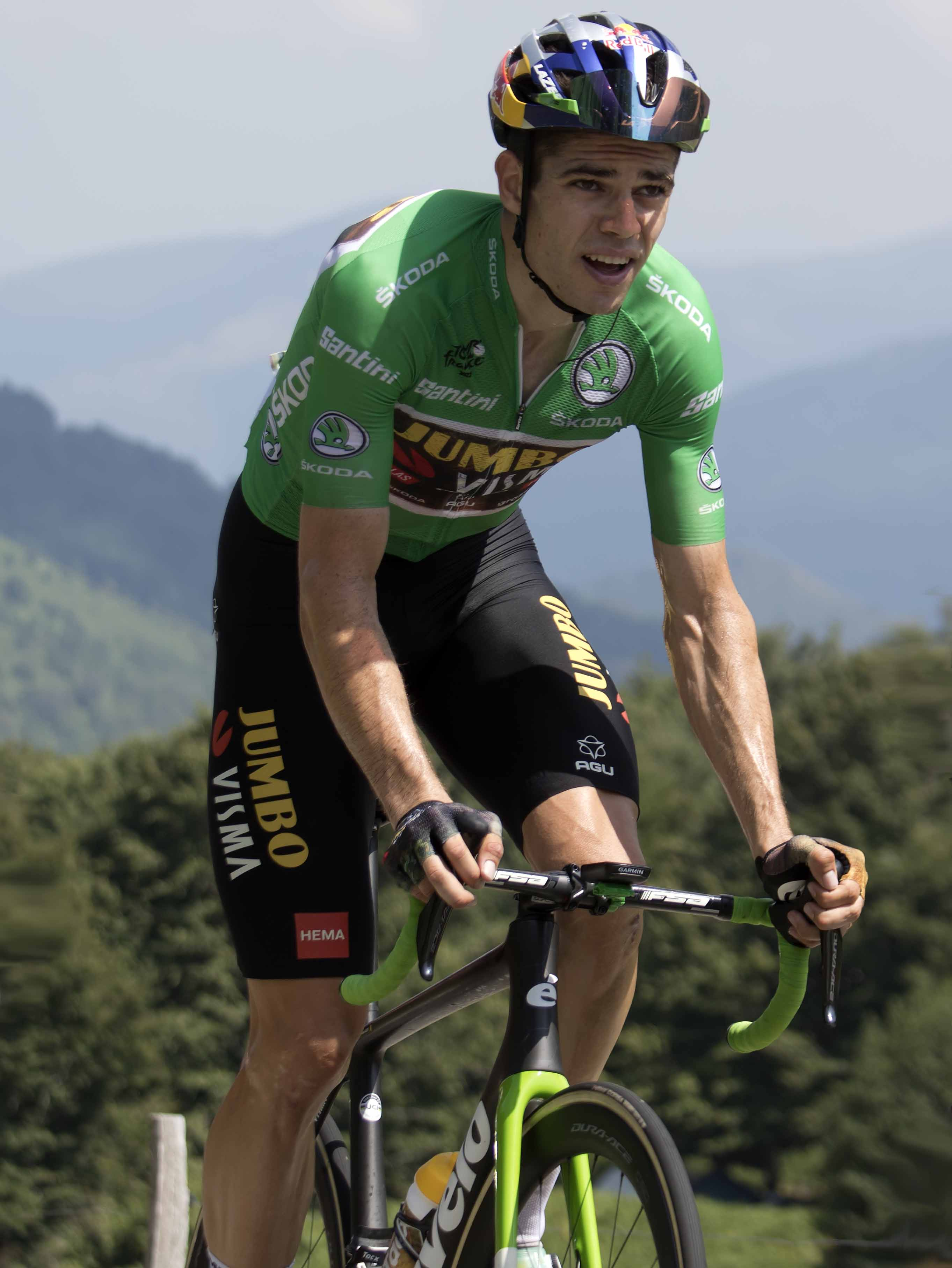
Van Aert v zeleném dresu na Tour de France 2022

Svou silniční sezónu 2022 začal van Aert na konci února na klasice Omloop Het Nieuwsblad, kterou vyhrál po 13 km dlouhém sólu. Následně se zúčastnil etapového závodu Paříž–Nice, kde zvítězil ve čtvrté etapě, individuální časovce, a v bodovací soutěži. Na prvním monumentu sezóny, Milán – San Remo, dojel van Aert osmý. O několik dní později van Aert vyhrál E3 Saxo Bank Classic po nástupu s týmovým kolegou Christophem Laportem na Paterbergu 40 km před cílem. Do cíle v Harelbeke dojeli s náskokem více než minuty a půl na ostatní závodníky. 2 dny před startem monumentu Kolem Flander byl van Aert pozitivně otestován na covid-19 a musel se vzdát účasti jak na tomto závodu, tak na Amstel Gold Race, kde měl obhajovat vítězství. Po dvou týdnech bez závodění se van Aert vrátil na třetím monumentu sezóny Paříž–Roubaix, kde vyhrál sprint stíhací skupiny o druhé místo. O týden později dojel třetí při svém debutu na ardenském monumentu Lutych–Bastogne–Lutych. V rámci přípravy na Tour de France se van Aert zúčastnil Critéria du Dauphiné, kde vyhrál bodovací soutěž a etapy 1 a 5. Vítězství mohl získat i ve třetí etapě, avšak začal slavit příliš brzy a David Gaudu ho stihl těsně před cílovou páskou předjet. Van Aert se tak musel smířit s druhým místem.
Van Aert odstartoval Tour de France třemi druhými místy v úvodní časovce a sprinterských etapách 2 a 3. Po druhé etapě se ujal vedení v celkovém pořadí i bodovací soutěži. Od čtvrté etapy se očekávalo, že skončí hromadným sprintem podobně jako předchozí 2 etapy. 10 km před cílem na stoupání Côte du Cap Blanc-Nez však Team Jumbo–Visma připravil útok van Aerta. Ten se na vrcholu stoupání odtrhnul od pelotonu a sólo dojel do cíle. Své vítězství ve finiši oslavil máváním rukama jako kdyby létal. V páté etapě van Aert pomáhal lídrům svého týmu Jonasi Vingegaardovi a Primoži Rogličovi limitovat ztráty, které nabrali na dlážděných sektorech, jež jsou běžnou součástí klasiky Paříž–Roubaix. V šesté etapě se van Aert dostal do úniku, ale byl později dojet a následně odpadl z pelotonu. Ztratil tak žlutý dres pro lídra celkového pořadí. Za svou snahu získal po etapě cenu bojovnosti. V osmé etapě bylo původně očekáváno, že si o vítězství zabojují jezdci z úniku, ale Team Jumbo–Visma držel náskok vedoucí skupiny pod kontrolou a dojel ji před závěrečným stoupáním v Lausanne. Dojezd etapy skončil hromadným sprintem, v němž van Aert porazil Michaela Matthewse a držitele žlutého dresu Tadeje Pogačara a dojel si tak pro osmý etapový triumf na Tour v kariéře. Již na konci druhého týdne závodu měl van Aert v bodovací soutěži dostatek bodů k tomu, aby tuto klasifikaci vyhrál, vzhledem k tomu, že měl více než dvojnásobek bodů, než druhý Pogačar. V osmnácté etapě se van Aert dostal do úniku a zůstal v něm celý den. Na posledním stoupání, Hautacamu, odpáral Thibauta Pinota a Daniela Martíneze, počkal na Vingegaarda, jenž v ten moment jel ve žlutém dresu, a Pogačara a pomohl Vingegaardovi odpárat Pogačara. Vingegaard si pak dojel pro vítězství v etapě, čímž si zajistil celkové vítězství na Tour. Své představení na Tour van Aert završil vítězstvím ve dvacáté etapě, individuální časovce. Po dojezdu etapy byl zvolen za nejaktivnějšího závodníka celé Tour a o den později v cíli Tour na bulváru Champs-Élysées mu byla vedle zeleného dresu pro vítěze bodovací soutěže udělena i cena bojovnosti.

#### Sezóna 2023
Svou sezónu 2023 měl van Aert původně zahájit na Strade Bianche, ale kvůli nemoci se rozhodl svůj sezónní debut odložit na etapový závod Tirreno–Adriatico. Ten absolvoval jako domestik pro Primože Rogliče, jenž celý závod vyhrál společně se 3 etapami. Sám van Aert závod využil pro zlepšení své formy. Na monumentu Milán – San Remo dojel van Aert třetí poté, co dojel ve stíhací skupině za sólo vítězem Mathieu van der Poelem. Dalším závodem pro van Aerta byla E3 Saxo Classic. V průběhu závodu se byl schopen držet van der Poela i Tadeje Pogačara, s nimiž se ocitl na čele závodu. V cíli v Harelbeke je pak oba přesprintoval a obhájil tak své vítězství z předchozího ročníku.

## Osobní život
V roce 2018 se van Aert oženil se Sarah de Bie. V roce 2021 se jim narodil první potomek, syn Georges, v roce 2023 pak druhý syn, Jerome. Jedním z bratranců van Aertova otce je bývalý nizozemský profesionální silniční cyklista Jos van Aert.

## Hlavní výsledky

### Cyklokros
2011–2012
Mistrovství světa
 2. místo závod juniorů
Národní šampionát
2. místo závod juniorů
Junior Superprestige
2. místo celkově
vítěz Ruddervoorde
2012–2013
Under-23 Superprestige
celkový vítěz
vítěz Zonhoven
vítěz Gavere
vítěz Gieten
Under-23 BPost Bank Trofee
vítěz Oostmalle
UCI Under-23 World Cup
2. místo celkově
Mistrovství světa
 3. místo závod do 23 let
Národní šampionát
3. místo závod do 23 let
2013–2014
Mistrovství světa
 vítěz závodu do 23 let
Under-23 BPost Bank Trofee
celkový vítěz
vítěz Hasselt
vítěz Essen
vítěz Loenhout
vítěz Baal
vítěz Lille
vítěz Otegem
UCI Under-23 World Cup
2. místo celkově
vítěz Namur
vítěz Nommay
Under-23 Superprestige
2. místo celkově
vítěz Gavere
vítěz Hoogstraten
vítěz Middelkerke
2014–2015
Mistrovství Evropy
 vítěz závodu do 23 let
BPost Bank Trofee
celkový vítěz
vítěz Koppenberg
vítěz Hamme
vítěz Essen
vítěz Loenhout
vítěz Baal
2. místo Hasselt
2. místo Lille
UCI World Cup
vítěz Koksijde
2. místo Hoogerheide
vítěz Bredene
vítěz Zonnebeke
vítěz Eeklo
vítěz Mol
vítěz Oostmalle
Mistrovství světa
 2. místo závod elite
Soudal Classics
2. místo Niel
2. místo Mechelen
Národní šampionát
3. místo závod elite
UCI Under-23 World Cup
3. místo celkově
vítěz Namur
2. místo Cauberg
2. místo Heusden-Zolder
Superprestige
3. místo Hoogstraten
3. místo Middelkerke
Under-23 Superprestige
vítěz Gieten
vítěz Zonhoven
vítěz Gavere
vítěz Spa-Francorchamps
2015–2016
Mistrovství světa
 vítěz závodu elite
Národní šampionát
 vítěz závodu elite
UCI World Cup
 celkový vítěz
vítěz Las Vegas
2. místo Cauberg
2. místo Koksijde
2. místo Namur
2. místo Lignières-en-Berry
2. místo Hoogerheide
Superprestige
celkový vítěz
vítěz Gieten
vítěz Zonhoven
vítěz Gavere
vítěz Spa-Francorchamps
2. místo Ruddervoorde
2. místo Hoogstraten
3. místo Middelkerke
BPost Bank Trofee
celkový vítěz
vítěz Ronse
vítěz Koppenberg
vítěz Hamme
vítěz Essen
vítěz Antverpy
vítěz Baal
2. místo Sint-Niklaas
3. místo Loenhout
Soudal Classics
vítěz Neerpelt
2. místo Mechelen
vítěz Eeklo
vítěz Erpe-Mere
vítěz Kruibeke
vítěz Mol
Mistrovství Evropy
 2. místo závod elite
2. místo Boom
2. místo Oostmalle
2016–2017
Mistrovství světa
 vítěz závodu elite
Národní šampionát
 vítěz závodu elite
UCI World Cup
 celkový vítěz
vítěz Las Vegas
vítěz Iowa City
vítěz Heusden-Zolder
vítěz Řím
2. místo Cauberg
2. místo Zeven
2. místo Namur
DVV Trofee
celkový vítěz
vítěz Ronse
vítěz Koppenberg
vítěz Essen
vítěz Loenhout
2. místo Hamme
2. místo Antverpy
2. místo Baal
2. místo Lille
Superprestige
2. místo celkově
vítěz Spa-Francorchamps
2. místo Gieten
2. místo Zonhoven
2. místo Ruddervoorde
2. místo Gavere
2. místo Diegem
2. místo Hoogstraten
2. místo Middelkerke
Brico Cross
vítěz Geraardsbergen
vítěz Bredene
2. místo Kruibeke
3. místo Hulst
vítěz Waterloo
vítěz Ardooie
vítěz Boom
vítěz Oostmalle
2. místo Mol
2. místo Overijse
Mistrovství Evropy
 3. místo závod elite
2017–2018
Mistrovství světa
 vítěz závodu elite
Národní šampionát
 vítěz závodu elite
UCI World Cup
2. místo celkově
vítěz Zeven
vítěz Namur
2. místo Bogense
2. místo Nommay
2. místo Hoogerheide
3. místo Koksijde
3. místo Heusden-Zolder
Superprestige
2. místo celkově
vítěz Boom
vítěz Gavere
2. místo Gieten
2. místo Zonhoven
2. místo Ruddervoorde
2. místo Diegem
DVV Trofee
3. místo celkově
2. místo Hamme
2. místo Antverpy
2. místo Loenhout
2. místo Baal
3. místo Ronse
Brico Cross
vítěz Bredene
2. místo Eeklo
2. místo Kruibeke
3. místo Meulebeke
Soudal Classics
vítěz Sint-Niklaas
vítěz Ardooie
2. místo Otegem
2018–2019
UCI World Cup
2. místo celkově
vítěz Pontchâeau
2. místo Waterloo
2. místo Iowa City
2. místo Bern
2. místo Koksijde
2. místo Namur
2. místo Heusden-Zolder
3. místo Hoogerheide
Superprestige
2. místo Gieten
2. místo Ruddervoorde
2. místo Zonhoven
3. místo Gavere
DVV Trofee
2. místo Antverpy
2. místo Loenhout
3. místo Koppenberg
Brico Cross
vítěz Bredene
2. místo Geraardsbergen
2. místo Meulebeke
2. místo Ronse
vítěz La Mézière
vítěz Ardooie
Mistrovství světa
 2. místo závod elite
Mistrovství Evropy
 2. místo závod elite
Národní šampionát
2. místo závod elite
3. místo Wachtebeke
2019–2020
DVV Trofee
vítěz Lille
2. místo Zonneveke
2020–2021
Národní šampionát
 vítěz závodu elite
UCI World Cup
 celkový vítěz
vítěz Dendermonde
vítěz Overijse
2. místo Namur
2. místo Hulst
3. místo Tábor
X²O Badkamers Trofee
vítěz Herentals
2. místo Baal
2. místo Hamme
3. místo Kortrijk
vítěz Mol
Superprestige
2. místo Heusden-Zolder
Mistrovství světa
 2. místo závod elite
2021–2022
Národní šampionát
 vítěz závodu elite
UCI World Cup
vítěz Val di Sole
vítěz Dendermonde
Superprestige
vítěz Boom
vítěz Heusden-Zolder
X²O Badkamers Trofee
vítěz Loenhout
vítěz Baal
vítěz Herentals
Ethias Cross
vítěz Essen
2022–2023
UCI World Cup
vítěz Dublin
vítěz Zonhoven
2. místo Antverpy
2. místo Gavere
2. místo Benidorm
Superprestige
vítěz Heusden-Zolder
vítěz Diegem
vítěz Gullegem
X²O Badkamers Trofee
vítěz Koksijde
vítěz Hamme
2. místo Herentals
Exact Cross
vítěz Mol
vítěz Loenhout
Mistrovství světa
 2. místo závod elite
2023–2024
UCI World Cup
vítěz Benidorm
2. místo Antverpy
2. místo Gavere
Exact Cross
vítěz Essen
2. místo Mol
Superprestige
vítěz Heusden-Zolder

#### Výsledky na šampionátech
| Akce               | 2015 | 2016 | 2017 | 2018 | 2019 | 2020 | 2021 | 2022 | 2023 | 2024 |
| ------------------ | ---- | ---- | ---- | ---- | ---- | ---- | ---- | ---- | ---- | ---- |
| Mistrovství světa  | 2    | 1    | 1    | 1    | 2    | 4    | 2    | —    | 2    | —    |
| Mistrovství Evropy | 2    | 3    | —    | 2    | —    | —    | —    | —    | —    |      |
| Národní šampionát  | 3    | 1    | 1    | 1    | 2    | 5    | 1    | 1    | —    | —    |

### Silniční cyklistika
2012
4. místo Sint-Martinusprijs Kontich
2014
Ster ZLM Toer
8. místo celkově
2015
4. místo Omloop Het Nieuwsblad Beloften
4. místo Grote Prijs Jef Scherens
2016
vítěz Schaal Sels
2. místo Dwars door het Hageland
4. místo Grand Prix Pino Cerami
Kolem Belgie
8. místo celkově
vítěz prologu
2017
vítěz Ronde van Limburg
vítěz Bruges Cycling Classic
vítěz Grand Prix Pino Cerami
2. místo Schaal Sels
2. místo Rad am Ring
3. místo Dwars door het Hageland
Kolem Belgie
10. místo celkově
2018
Danmark Rundt
 celkový vítěz
vítěz 2. etapy
Mistrovství Evropy
 3. místo silniční závod
3. místo Strade Bianche
8. místo Antwerp Port Epic
9. místo Kolem Flander
10. místo Gent–Wevelgem
2019
Národní šampionát
 vítěz časovky
3. místo silniční závod
Critérium du Dauphiné
 vítěz bodovací soutěže
vítěz etap 4 (ITT) a 5
Tour de France
vítěz etap 2 (TTT) a 10
lídr  po etapách 2 – 5
2. místo E3 BinckBank Classic
3. místo Strade Bianche
6. místo Milán – San Remo
2020
Národní šampionát
 vítěz časovky
vítěz Milán – San Remo
vítěz Strade Bianche
Tour de France
vítěz etap 5 a 7
Critérium du Dauphiné
 vítěz bodovací soutěže
vítěz 1. etapy
Mistrovství světa
 2. místo silniční závod
 2. místo časovka
2. místo Kolem Flander
3. místo Milán–Turín
8. místo Gent–Wevelgem
2021
Národní šampionát
 vítěz silničního závodu
Tour of Britain
 celkový vítěz
vítěz etap 1, 4, 6 a 8
vítěz Gent–Wevelgem
vítěz Amstel Gold Race
Tour de France
vítěz etap 11, 20 (ITT) a 21
 cena bojovnosti po 15. etapě
Tirreno–Adriatico
 vítěz bodovací soutěže
vítěz etap 1 a 7 (ITT)
Olympijské hry
 2. místo silniční závod
6. místo časovka
Mistrovství světa
 2. místo časovka
2. místo Brabantský šíp
3. místo Milán – San Remo
4. místo Strade Bianche
6. místo Kolem Flander
7. místo Paříž–Roubaix
2022
vítěz Omloop Het Nieuwsblad
vítěz E3 Saxo Bank Classic
vítěz Bretagne Classic
Tour de France
 vítěz bodovací soutěže
vítěz etap 4, 8 a 20 (ITT)
lídr  po etapách 2 – 5
 cena bojovnosti po etapách 6, 18 a celková
Critérium du Dauphiné
 vítěz bodovací soutěže
vítěz etap 1 a 5
Paříž–Nice
 vítěz bodovací soutěže
vítěz 4. etapy (ITT)
2. místo Paříž–Roubaix
2. místo BEMER Cyclassics
2. místo Grand Prix Cycliste de Montréal
3. místo Lutych–Bastogne–Lutych
Mistrovství světa
4. místo silniční závod
4. místo Grand Prix Cycliste de Québec
8. místo Milán – San Remo
2023
Národní šampionát
 vítěz časovky
Tour of Britain
 celkový vítěz
vítěz 5. etapy
vítěz E3 Saxo Classic
vítěz Coppa Bernocchi
Tour de Suisse
 vítěz bodovací soutěže
Mistrovství Evropy
 2. místo silniční závod
 3. místo časovka
Mistrovství světa
 2. místo silniční závod
5. místo časovka
2. místo Gent–Wevelgem
3. místo Milán – San Remo
3. místo Paříž–Roubaix
4. místo Kolem Flander
Tour de France
 cena bojovnosti po etapách 5 a 6
2024
10. místo Clásica de Almería
vítěz Kuurne–Brussel–Kuurne
3. místo E3 Saxo Classic
3. místo Omloop Het Nieuwsblad
Olympijské hry
 3. místo časovka
Volta ao Algarve
7. místo celkově
vítěz 3. etapy
Vuelta a España
vítěz etap 3, 7 a 10
lídr  v etapách 2 – 3
lídr  v etapách 3 – 15
lídr  v etapách 13 – 15
 cena bojovnosti 10. etapě

#### Výsledky na etapových závodech
| Výsledky na Grand Tours        |      |      |      |      |      |      |
| Grand Tour                     | 2019 | 2020 | 2021 | 2022 | 2023 | 2024 |
| Giro d'Italia                  | —    | —    | —    | —    | —    | —    |
| Tour de France                 | DNF  | 20   | 19   | 22   | DNF  | 52   |
| Vuelta a España                | —    | —    | —    | —    | —    | DNF  |
| Výsledky na etapových závodech |      |      |      |      |      |      |
| Závod                          | 2019 | 2020 | 2021 | 2022 | 2023 | 2024 |
| Paříž–Nice                     | —    | —    | —    | 32   | —    | —    |
| Tirreno–Adriatico              | —    | —    | 2    | —    | 53   | —    |
| Volta a Catalunya              | —    | NS   | —    | —    | —    | —    |
| Kolem Baskicka                 | —    | NS   | —    | —    | —    | —    |
| Tour de Romandie               | —    | NS   | —    | —    | —    | —    |
| Critérium du Dauphiné          | 47   | 32   | —    | 49   | —    | —    |
| Tour de Suisse                 | —    | NS   | —    | —    | 31   | —    |

#### Výsledky na klasikách
| Monument                        | 2018 | 2019 | 2020      | 2021      | 2022 | 2023 | 2024 |
| ------------------------------- | ---- | ---- | --------- | --------- | ---- | ---- | ---- |
| Milán – San Remo                | —    | 6    | 1         | 3         | 8    | 3    | —    |
| Kolem Flander                   | 9    | 14   | 2         | 6         | —    | 4    | —    |
| Paříž–Roubaix                   | 13   | 22   | NS        | 7         | 2    | 3    | —    |
| Lutych–Bastogne–Lutych          | —    | —    | —         | —         | 3    | —    |      |
| Giro di Lombardia               | —    | —    | —         | —         | —    | —    |      |
| Klasika                         | 2018 | 2019 | 2020      | 2021      | 2022 | 2023 | 2024 |
| Omloop Het Nieuwsblad           | 32   | 13   | 11        | —         | 1    | —    | 3    |
| Kuurne–Brusel–Kuurne            | —    | —    | —         | —         | —    | —    | 1    |
| Strade Bianche                  | 3    | 3    | 1         | 4         | —    | —    | —    |
| E3 BinckBank Classic            | —    | 2    | NS        | 11        | 1    | 1    | 3    |
| Gent–Wevelgem                   | 10   | 29   | 8         | 1         | 12   | 2    | —    |
| Brabantský šíp                  | —    | —    | —         | 2         | —    | —    | —    |
| Amstel Gold Race                | —    | 58   | NS        | 1         | —    | —    | —    |
| Hamburg Cyclassics              | —    | —    | Nejelo se | Nejelo se | 2    | —    |      |
| Bretagne Classic                | —    | —    | —         | —         | 1    | —    |      |
| Grand Prix Cycliste de Québec   | —    | —    | Nejelo se | Nejelo se | 4    | —    |      |
| Grand Prix Cycliste de Montréal | —    | —    | Nejelo se | Nejelo se | 2    | —    |      |

#### Výsledky na šampionátech
| Akce               | Akce           | 2014      | 2015      | 2016 | 2017      | 2018      | 2019      | 2020      | 2021 | 2022      | 2023      | 2024 |
| ------------------ | -------------- | --------- | --------- | ---- | --------- | --------- | --------- | --------- | ---- | --------- | --------- | ---- |
| Olympijské hry     | Časovka        | Nejelo se | Nejelo se | —    | Nejelo se | Nejelo se | Nejelo se | Nejelo se | 6    | Nejelo se | Nejelo se | 3    |
| Olympijské hry     | Silniční závod | Nejelo se | Nejelo se | —    | Nejelo se | Nejelo se | Nejelo se | Nejelo se | 2    | Nejelo se | Nejelo se |      |
| Mistrovství světa  | Časovka        | —         | —         | —    | —         | —         | —         | 2         | 2    | —         | 5         |      |
| Mistrovství světa  | Silniční závod | —         | —         | —    | —         | —         | —         | 2         | 11   | 4         | 2         |      |
| Mistrovství Evropy | Časovka        | —         | —         | —    | —         | —         | —         | —         | —    | —         | 3         |      |
| Mistrovství Evropy | Silniční závod | —         | —         | —    | —         | 3         | —         | —         | —    | —         | 2         |      |
| Národní šampionát  | Časovka        | —         | —         | —    | 6         | —         | 1         | 1         | —    | —         | 1         |      |
| Národní šampionát  | Silniční závod | 63        | 47        | 9    | 60        | 13        | 3         | —         | 1    | —         | 47        |      |

| —   | Nezúčastnil se  |
| DNF | Nedokončil      |
| DSQ | Diskvalifikován |
| NS  | Nekonalo se     |

### Ocenění
- Vlám roku: 2019,[53] 2020,[54] 2021[55]
- Belgický sportovec roku: 2020,[56] 2021[57]
- Belgické ocenění za sportovní zásluhy: 2020[58]
- Vlaamse Reus: 2020[59]
- Kristallen fiets: 2020,[60] 2021[61]